# Junge Grüne Litauens
Die Junge Grüne Litauens (lit. Jaunųjų žaliųjų organizacija) ist eine Jugendorganisation und ein eigenständiger litauischer Kinder- und Jugendverband, der der Lietuvos žaliųjų partija nahesteht. Die Mitglieder sind Kinder und Jugendliche ab 14 Jahren. Die Organisation besteht seit 9. Juni 2016. Der Verband wurde in der litauischen Hauptstadt Vilnius gegründet und hat dort seinen Sitz. Zu den Projekten und Aktionen gehören die Teilnahme an der Ausstellung zum verantwortungsbewussten Konsum  ECO Logik 2016, der Umweltwettbewerb „Greening Virus Spreads“ (2018) zur Ermutigung der litauischen Schüler zur Lösung der Umweltprobleme etc. Die Ziele des Verbands bestehen darin, junge Menschen zu vereinen, die grüne Ideen unterstützen, ihre Aktivitäten und Interesse an Staat und Politik zu fördern, nicht formale Bildung zu betreiben.

## Leitung
- Ab 2016: Karolis Dimbelis
- Kristijonas Vėgėlė